# 지방분권주의
지방분권주의(地方分權主義)는 지방자치단체에 의한 자치행정의 수행을 의미한다. 
이는 전국을 대상으로 하는 중앙집권적인 국가조직행정과 분리시켜 지방의 이행 관한 사무는 지방자치단체가 그 주민의 자치의사에 따라 처리하도록 하는 것이다. 우리 행정의 기본 원리 중의 하나로 지방행정의 능률화·민주화에 그 목적이 있다. 그리고 지방자치가 실시하는 민주주의 불가분의 관계에 있으며, 지방자치단은 기능적 권력분립을 통한 권력통제의 관점에서도 매우 중요하다.